# 조니 올라
조니 올라 (Johnny Ola; 1890년 ~ 1958년)는 프랜시스 포드 코폴라 감독이 제작한 《대부 2》에 등장하는 인물 중 하나로 하이먼 로스의 심복으로 등장한다.

## 생애
조니 올라는 《대부 2》의 전편인 《대부》나 영화의 원작인 마리오 푸조의 《대부 (소설)》에는 언급조차 되지 않아 《대부 2》 이전의 삶은 알 길이 없다. 그는 하이먼 로스의 핵심 심복으로서 그의 참모와 사신 등 다양한 역할을 수행하였다. 특히 로스와 마이클 코를레오네 사이를 연결하는 전령 역할은 물론 비버리힐즈에서 프레도 코를레오네와 로스 간의 내통을 이루어내어 프레도가 동생 마이클을 배반하게 만들기도 하였다. 그 외에 마이애미와 쿠바에서는 마이클의 가이드 노릇을 하기도 하였다. 그러나 하이먼 로스가 자신을 위해해왔다는 것을 알아차린 마이클이 로스와의 전쟁을 결심하면서 올라는 제거 대상 중 하나로 선정되었고, 1958년 12월 31일 밤 쿠바의 아바나에 있는 호화 호텔에서 마이클이 파견한 자객에 의해 베란다에서 교살당하였다.